# Крачило Олексій Володимирович
Олексій Володимирович Крачило (народився 22 березня 1965 року в селі Карасинівці Козелецького району на Чернігівщині) — український поет, член НСПУ, лауреат Чернігівської обласної премії імені Михайла Коцюбинського.

## Освіта
Закінчив Козелецьку гімназію № 1 із золотою медаллю.
Навчався в Київському політехнічному інституті, який закінчити не вдалося через тяжку хворобу. Продовжував займатися самоосвітою і здобув глибокі знання на терені літературознавства.

## Трудова і громадська діяльність
Працював у пресі.
Нині очолює Козелецьке районне літературне об'єднання ім. Василя Нефеліна, яке гуртує навколо себе десятки молодих літераторів. Олексій Крачило проводить заняття, організовує творчі вечори в клубах, школах.

## Творчість
Давно виступає в періодичній пресі.
Видав дві поетичні збірки — «Аксіома серця» та «Константа небайдужості».

## Відзнаки
- 2011 — лауреат Чернігівської обласної премії імені Михайла Коцюбинського у номінації «Поезія». Удостоєний звання лауреата премії за збірки «Аксіоми серця» та «Константа небайдужості».

## Різне
Живе у селі Карасинівка Козелецького району.